# サービスマーク
サービスマーク（service mark）は、商標のうち、サービス（役務）を表示するものである。役務商標（えきむしょうひょう）とも呼ばれる。

## 概要
広義の商標は、商品に付される商品商標と、サービス（役務）に付されるサービスマーク（役務商標）とに分けられる。
このうち、サービスマークの保護について、産業財産権の保護について定めた国際条約である工業所有権の保護に関するパリ条約は、以下のように定めている。
この規定によれば、パリ条約の加盟国にはサービスマークの保護が義務づけられるが、その保護は必ずしも登録による必要はなく、他の態様によるものでもよいと解される。
英語圏などにおいては、未登録のサービスマークを表示する記号として"service mark"の頭文字"SM"を上付きにした役務商標マーク（SM）が用いられる。登録後のサービスマークについては、商品商標と共通で登録商標マーク"®"が用いられ、サービスマークであることを特に示す表示はない。

## 日本におけるサービスマーク保護制度
日本は、かつて、サービスマークについての登録制度を有しておらず、サービスマークは不正競争防止法によって保護されていた。
しかし、1991年（平成3年）の商標法改正により、商品商標のみを対象としていた従来の商標登録制度の枠組みにおいて、新たにサービスマークも登録可能とされ、1992年（平成4年）4月から、サービスマークの登録制度が開始された。
当時の特許庁長官植松敏は商標法改正の国会審議における質疑の中で、登録制度導入が必要な理由として、不正競争防止法のみでは権利者の営業上の利益が害されるおそれがあること、権利侵害に対して保護を求める際に、商標権と比べてかなりの負担を強いることを挙げている。